# 애플캔디걸
《애플캔디걸》은 2004년 5월 5일 에서 KBS 2TV 방영 종료 이후 KBS 1TV에서 2006년 7월 15일 ~  2007년 4월 14일 방영종료되었다. 국산 애니메이션이다.

KBS와 케이피 애니메이션이 공동으로 제작하였는데, 사실 《애플캔디걸》의 캐릭터들은 처음에 온라인용 캐릭터로 개발되었던 것이라 한다. 이후 MBC에서 인형극으로 만들어졌고, KBS에서는 110분짜리 특집 애니메이션이 제작되어 2004년 어린이날 특집으로 방영된 전력이 있다. 그 특집 애니메이션이 '한국방송대상 애니메이션 부문 작품상'을 수상한 것이 계기가 되어, 결국 2006년을 맞이해 새롭게 단장한 시리즈 애니메이션으로 돌아온 것이다. 기본적으로 폭력성과 선정성이 배게 된 어린이 대상의 애니로 기획된 바, 좀 더 어려 보이게 디자인된 캐릭터들은 단순하고 깔끔하게 채색되어 어린이들에게 인상을 남길 수 있도록 만들어졌으며, 배경이 되는 스위트 마을 역시 대대적인 공사를 거쳐 보다 신선한 느낌을 가져다 준다.
내용은 제빵 보조로 일하는 주인공 소녀 애플을 비롯해 피피, 찌루, 초키, 무무, 위티 등 과자나라를 배경으로 캐릭터들이 벌이는 각종 모험담을 시트콤 형태로 담아내고 있다. 빵 모양의 집은 물론, 여러 가지 과일이 한꺼번에 열리는 칵테일 나무, 딸기우유를 짤 수 있는 딸기무늬 젖소 등 흥미를 불러일으키는 소품들도 이곳저곳에 배치하여, 어린이들의 호기심을 자극할 수 있도록 만들었다는 것이 제작진의 설명이다. 
2018년까지만 해도 KBS2에서 볼 수 있었으나 현재 남아있는 영상은 존재하지 않는다. 

## 등장 인물
애플 (6살)
실수투성이 사고뭉치지만 발랄하고 천진난만한 소녀. 무무 가게에서 제빵보조로 일하고 있다. 남을 돕는 일이라면 두 팔을 걷어붙이고 달려드는 순수한 마음씨의 소유자이다.

피피(6살)
귀여운 깐죽이. 애플의 룸메이트이자 단짝친구로, 항상 애플과 티격태격한다. 기분이 좋으면 풍선처럼 부풀어오르기도...

찌루(5살)
파리를 닮은 꿀벌로 욕심쟁이 꿀 도둑. 스위티 마을의 마시멜로 꿀을 훔치기 위해 이 마을에 정착했다. 허풍쟁이 악동이지만, 의외로 속마음은 따뜻할지도?

초키(8살)
몰라도 아는 척하는 참견대장 부엉이. 자칭 천재 과학자로서 엄청난 대식가에 엄청나게 말도 많다. 요상한 발명품으로 친구들을 놀래는 일도 종종 벌어진다.

위티(4살)
찌루의 귀여운 스토커. 제일 나이가 어리지만 의외의 괴력을 가지고 있다. 그러나 알고 보면 바람 소리에도 눈물을 흘리는 감성 소녀.

무무(9살)
근면, 성실, 소심의 삼박자를 갖추고 있는 제빵사. 어눌하고 느려서 보고 있는 것만으로도 답답해지긴 하지만, 빵 만들기에는 천재적인 소질을 지니고 있다.

### 목소리 출연
특별 방영 
- 박은숙 - 애플
- 정현경 - 찌루
- 김영진 - 초키
- 이현주 - 위티
- 서광재 - 무무

 정규 방영 
- 은영선 - 애플
- 김지혜 - 피피
- 구민선 - 찌루
- 김승태 - 초키
- 이현주 - 위티
- 유동균 - 무무

### 제작진
- 기획 - KBS, 케이피 애니메이션
- 원작 - 케이피 애니메이션
- 애니 제작 - 케이피 애니메이션
- 제작 - KBS,  케이피 애니메이션

## 방영 목록
| 회차                   | 주제                     | 방송 일자       |                         |                  |                  |
| ---------------------- | ------------------------ | --------------- | ----------------------- | ---------------- | ---------------- |
| 1화                    | 스위티마을에 온걸 환영해 | 2006년 7월 15일 |                         |                  |                  |
| 1화                    | 얼음공주 위티            | 2006년 7월 15일 |                         |                  |                  |
| 2화                    | 냄비 대소동              | 2006년 7월 22일 |                         |                  |                  |
| 2화                    | 다이어트는 괴로워        | 2006년 7월 22일 |                         |                  |                  |
| 3화                    | 너무나 사랑스러운 인형   | 2006년 7월 29일 |                         |                  |                  |
| 3화                    | 케이크를 만들자          | 2006년 7월 29일 |                         |                  |                  |
| 4화                    | 똑똑해지는 호두파이      | 2006년 8월 5일  |                         |                  |                  |
| 4화                    | 눈병에 걸렸어요          | 2006년 8월 5일  |                         |                  |                  |
| 5화                    | 딱 걸렸어                | 2006년 8월 12일 |                         |                  |                  |
| 5화                    | 꿀나무 소동              | 2006년 8월 12일 |                         |                  |                  |
| 6화                    | 구름 솜사탕              | 2006년 8월 19일 |                         |                  |                  |
| 6화                    | 황금나무                 | 2006년 8월 19일 |                         |                  |                  |
| 7화                    | 이사 소동                | 2006년 8월 26일 |                         |                  |                  |
| 7화                    | 아기 돌보기              | 2006년 8월 26일 |                         |                  |                  |
| 8화                    | 초키가 너무해            | 2006년 9월 2일  |                         |                  |                  |
| 8화                    | 설거지 요정 브라우니     | 2006년 9월 2일  |                         |                  |                  |
| 9화                    | 위티의 카레빵            | 2006년 9월 9일  |                         |                  |                  |
| 9화                    | 제빵지존                 | 2006년 9월 9일  |                         |                  |                  |
| 10화                   | 찌루의 비밀일기장        | 2006년 9월 16일 |                         |                  |                  |
| 10화                   | 샤베트 기사              | 2006년 9월 16일 |                         |                  |                  |
| 11화                   | 무무는 외계인            | 2006년 9월 23일 |                         |                  |                  |
| 11화                   | 착해지고 싶어요          | 2006년 9월 23일 |                         |                  |                  |
| 12화                   | 초키의 부서진 안경       |                 |                         |                  |                  |
| 12화                   | 2006년 9월 30일          |                 |                         |                  |                  |
| 천사과자의 비밀        |                          |                 |                         |                  |                  |
| 13화                   | 와구와구용의 비밀        | 2006년 10월 7일 |                         |                  |                  |
| 13화                   | 인터뷰는 싫어요!         | 2006년 10월 7일 |                         |                  |                  |
| 14화                   | 마녀의 과자가게          |                 |                         |                  |                  |
| 14화                   | 2006년 10월 14일         |                 |                         |                  |                  |
| 우정의 힘              | 15화                     | 치과는 무서워!  | 2006년 10월 21일        |                  |                  |
| 신데렐라 애플          | 15화                     | 16화            | 2006년 10월 21일        | 찌루의 일급비밀  | 2006년 10월 28일 |
| 기억을 잃어버렸어요    | 17화                     | 16화            | 애완견 찌루             | 2006년 11월 4일  | 2006년 10월 28일 |
| 꿈사탕                 | 17화                     | 18화            | 한밤중에 생긴 일        | 2006년 11월 4일  | 2006년 11월 11일 |
| 왕자의 고백작전        | 19화                     | 18화            | 왕실요리사 애플         | 2006년 11월 18일 | 2006년 11월 11일 |
| 1,2                    | 19화                     | 20화            | 빵맛이 이상해           | 2006년 11월 18일 | 2006년 11월 25일 |
| 애플이 달라졌어        | 21화                     | 20화            | 공포의 알람시계         | 2006년 12월 2일  | 2006년 11월 25일 |
| 날아라 피터팬          | 21화                     | 22화            | 발명왕 애플             | 2006년 12월 2일  | 2006년 12월 9일  |
| 폭죽 대소동            | 23화                     | 22화            | 우주에서 온 아보보(전)  | 2006년 12월 16일 | 2006년 12월 9일  |
| 우주에서 온 아보보(후) | 23화                     | 24화            | 동굴할매귀신            | 2006년 12월 16일 | 2006년 12월 23일 |
| 초키의 사랑고백        | 25화                     | 24화            | 러브러브 초콜릿         | 2006년 12월 30일 | 2006년 12월 23일 |
| 공포의 숲속 나그네     | 25화                     | 26화            | 세상에서 제일 큰 바이킹 | 2006년 12월 30일 | 2007년 1월 6일   |
| 소파없인 못살아        | 27화                     | 26화            | 최고의 장난             | 2007년 1월 13일  | 2007년 1월 6일   |
| 미스터 꼬꼬            | 27화                     | 28화            | 간호사 위티             | 2007년 1월 13일  | 2007년 1월 20일  |
| 우정의 캔디            | 29화                     | 28화            | 위티의 애완동물         | 2007년 1월 27일  | 2007년 1월 20일  |
| 찌루와 꾸꾸            | 29화                     | 30화            | 단짝친구                | 2007년 1월 27일  | 2007년 2월 3일   |
| 쪼꼬탈출 대작전        | 31화                     | 30화            | 공포의 섬               | 2007년 2월 10일  | 2007년 2월 3일   |
| 어른이 되자            | 31화                     |                 |                         | 2007년 2월 10일  |                  |
| 32화                   | 왕자와 찌루              | 2007년 2월 17일 |                         |                  |                  |
| 32화                   | 노인이된 초키            | 2007년 2월 17일 | 33화                    | 열기구 소동      | 2007년 2월 24일  |
| 연극은 즐거워          | 34화                     | 산타와 도둑     | 33화                    | 2007년 3월 3일   | 2007년 2월 24일  |
| 나도 아프고 싶어       | 34화                     | 35화            | 애플과 야수             | 2007년 3월 3일   | 2007년 3월 10일  |
| 아이스 파이            | 36화                     | 35화            | 찌루야 미안해           | 2007년 3월 17일  | 2007년 3월 10일  |
| 별사탕 비              | 36화                     | 37화            | 빅 마우스 소동          | 2007년 3월 17일  | 2007년 3월 24일  |
| 무무의 보물            |                          | 37화            |                         |                  | 2007년 3월 24일  |
| 38화                   | 위티의 두 번째 사랑      | 2007년 4월 7일  |                         |                  |                  |
| 38화                   | 최종화(39)               | 2007년 4월 7일  | 초키 날다               | 2007년 4월 14일  |                  |
| 꿀 축제                | 최종화(39)               |                 |                         | 2007년 4월 14일  |                  |